# Udías
Udías ist eine Gemeinde in der spanischen Autonomen Region Kantabrien. Udías liegt in einem von Hügeln geprägten Gelände mit einigen Höhlen im Untergrund, in denen Höhlenforscher ein interessantes Forschungsgebiet finden. Sie bildet auch ein altes Bergbaugebiet.

## Orte
- Canales
- Cobijón
- La Hayuela
- El Llano
- Pumalverde (Hauptort)
- Rodezas
- Toporias
- Valoria
- La Virgen

## Bevölkerungsentwicklung
| 1877 | 1900 | 1950 | 1981 | 1991 | 2001 | 2011 |
| ---- | ---- | ---- | ---- | ---- | ---- | ---- |
| 945  | 902  | 1263 | 882  | 851  | 831  | 851  |